# Кукуњевац
Кукуњевац је насељено место у саставу града Липика, у западној Славонији, Република Хрватска.

## Историја
Кукуњевац спада у најстарија српска насеља - парохије у Пакрачкој дијецези. То место постоји од 1336. године, а населили су га Срби, њих 12 породица са 200 душа, у време српског цара Душана. Саградили су цркву у средини стародревног гробља; око цркве је одувек било сахрањивање. На месту те некадашње цркве остало је "црквиште", као свето место са великим каменом, на месту олтара. Народ је у 19. веку тај камен називао "часна трпеза", вероватно због раније намене. Нова црква је подигнута на другом месту 1740-1745. године, а у њу су унете вредне ствари из срушеног храма. Осветио ју је 20, октобра 1745. године епископ Пакрачки Софроније Јовановић у спомен Св. Преподобне Параскеве. Православно парохијско звање је основано а тада се и матрикуле воде од 1776. године. Завео их је при православној цркви Св.Петке (Параскеве) поп Сава Грубнић. Уз цркву је 1825. године подигнут дрвени торањ, какав је био и раније. Нови трећи по реду звоник је од чврстог материјала дограђен 1866. године.
Православни пароси у месту су били, поред првог Грубнића (1776-1777), поп Сава Дедић (1777-1786), поп Петар Михоковић (1786-1787), поп Јован Марић (1787-1805), поп Јаков Миљатовић (1805), поп Јован Лазић (1805-1809), поп Ђорђе Вујић (1809-1812), прота Лука Марковић (дарувсрки) (1812-1830), поп администратор Филип Мијачевић (1830-1831), поп Антоније Марковић (1831-1833), поп Ђорђе Ратковић (1833-1834), поп Јован Станојчић (1834-1849), поп Лазар Грбић (1849-1879), поп Димитрије Бабић (1879-1882) и поп Станко Теодоровић (1882-1896)...
Године 1842. у Кукуњевцу је било 614 душа, 28 ученика. А 1896. године их је било: 1200 православаца и 78 ученика - учитељ је тада Ђура Јовановић. У месту је било и "иновераца" - 150 становника. Било је то место 1885. године у Ново-градишком изборном срезу за црквено-народни сабор у Карловцима. У њему је у то време записано 508 православних душа.
До нове територијалне организације у Хрватској, налазио се у саставу бивше велике општине Пакрац.
Храм Свете Петке – Кукуњевац (Славонска епархија)
Парохијски храм Свете Петке подигнут је око 1782. године на темељу старије дрвене цркве. Иконостас храма је осликан 1896. године.

### Други свјетски рат
У току Другог светског рата храм је оштећен а у њему је тада страдало око 700 овдашњих Срба. У цркви у Кукуњевцу затворено је око 200 мештана. „Ту су их најпре свукли, оставили на њима само гаће и кошуљу, и када је пала ноћ све их поклали”. Оштећен храм у поратном периоду у целини је обновљен, а у спомен геноцида је недалеко од њега подигнут меморијални центар.
У близини цркве после другог светског рата изграђен је споменик за преко 800 стрељаних мештана и интернираних Козарчана и Словенаца које су мучки убили припадници Лубурићеве Усташке бојне. Споменик је дело вајара Стевана Лукетића и израђен је од нерђајућег челика. Скулптура је у облику октаедра, са наглашеним вертикалама, која симболизује страдања и погибију становника Кукуњевца.

### Рат у Хрватској
За време рата у Хрватској, на православном гробљу у Кукуњевцу су хрватске паравојне снаге сахраниле 19 Срба који су убијени за време Масакра у Западној Славонији.
Црква и Меморијални центар су минирани и потпуно уништени 9. октобра 1991. године. Мине су поставиле снаге МУП-а Хрватске.

## Становништво
На попису становништва 2011. године, Кукуњевац је имао 233 становника.

## Попис 1991.
На попису становништва 1991. године, насељено место Кукуњевац је имало 1.082 становника, следећег националног састава:
| Попис 1991.‍   | Попис 1991.‍  | Попис 1991.‍ | Попис 1991.‍ | Попис 1991.‍ |
| ------------- | ------------ | ----------- | ----------- | ----------- |
|               |              |             |             |             |
| Срби          | Срби         |             | 832         | 76,89%      |
| Хрвати        | Хрвати       |             | 128         | 11,82%      |
| Југословени   | Југословени  |             | 44          | 4,06%       |
| Словаци       | Словаци      |             | 22          | 2,03%       |
| Чеси          | Чеси         |             | 20          | 1,84%       |
| Мађари        | Мађари       |             | 6           | 0,55%       |
| Муслимани     | Муслимани    |             | 4           | 0,36%       |
| Италијани     | Италијани    |             | 1           | 0,09%       |
| Македонци     | Македонци    |             | 1           | 0,09%       |
| неопредељени  | неопредељени |             | 11          | 1,01%       |
| регион. опр.  | регион. опр. |             | 1           | 0,09%       |
| непознато     | непознато    |             | 12          | 1,10%       |
| укупно: 1.082 |              |             |             |             |